# تپه زک جار
تپه زک جار در شهرستان خرم‌آباد، بخش دوره چگنی، دهستان کشکان، ۴ کیلومتری جنوب روستای چم دانه واقع شده و این اثر در تاریخ ۲۲ اسفند ۱۳۸۵ با شمارهٔ ثبت ۱۸۱۷۸ به‌عنوان یکی از آثار ملی ایران به ثبت رسیده است.